# V-League 2022/2023 (damer)
V-League 2022/2023 var den 19:e upplagan av tävlingen, som utser de sydkoreanska mästarna i volleyboll på damsidan. Tävlingen pågick från 22 oktober 2022 till 7 april 2023. Gimcheon Korea Expressway Corporation Hi-Pass blev mästare genom att besegra Incheon Heungkuk Life Pink Spiders i finalen. Khat Bell utsågs till mest värdefulla spelare i finalen. Elizabet Inneh var främsta poängvinnare i gruppspelet.

## Lag
| Lag                                | Plats    | Stadium                | Kapacitet |
| ---------------------------------- | -------- | ---------------------- | --------- |
| Daejeon KGC                        | Daejeon  | Chungmu gymnasium      | 5 000     |
| Gimcheon Korea Expressway Hi-pass  | Gimcheon | Gimcheon gymnasium     | 6 000     |
| GS Caltex Seoul KIXX               | Seoul    | Jangchung gymnasium    | 4 507     |
| Hwaseong IBK Altos                 | Hwaseong | Hwaseong gymnasium     | 5 158     |
| Incheon Heungkuk Life Pink Spiders | Incheon  | Samsan world gymnasium | 7 140     |
| Suwon Hyundai E&C Hillstate        | Suwon    | Suwon gymnasium        | 4 317     |
| Gwangju AI Peppers                 | Gwangju  | Yeomju gymnasium       | 8 500     |

## Regelverk
1. Matcher vunna med 3–0 eller 3–1: 3 poäng för vinnaren, 0 poäng för förloraren.
2. Matcher vunna med 3–2: 2 poäng för vinnaren, 1 poäng för förloraren.
3. Tabellplacing bestämdes utifrån i tur och ordning: matchpoäng, vunna matcher, setkvot, bollpoängskvot, resultat i sista matchen mellan (de annars resultatmässigt identiska) lagen
4. Om fyran kom inom tre poäng av trean spelades en extra seriematch mellan lagen.

## Grundserien

### Tabell[2]
| Pos | Lag                           | S  | V  | F  | P  | SK    | BK    | Kval      |
| --- | ----------------------------- | -- | -- | -- | -- | ----- | ----- | --------- |
| 1   | Incheon Heungkuk Pink Spiders | 36 | 27 | 9  | 82 | 2.114 | 1.109 | Final     |
| 2   | Suwon Hyundai Hillstate       | 36 | 24 | 12 | 70 | 1.554 | 1.079 | Semifinal |
| 3   | Gimcheon Hi-pass              | 36 | 20 | 16 | 60 | 1.149 | 1.015 | Semifinal |
| 4   | Daejeon KGC                   | 36 | 19 | 17 | 56 | 1.000 | 1.009 |           |
| 5   | GS Caltex Seoul KIXX          | 36 | 16 | 20 | 48 | 0.880 | 0.996 |           |
| 6   | Hwaseong IBK Altos            | 36 | 15 | 21 | 48 | 0.803 | 0.972 |           |
| 7   | Gwangju AI Peppers            | 36 | 5  | 31 | 14 | 0.347 | 0.835 |           |

### Resultat

#### Första och andra rundan
| Hemma \ Borta                 | SEL | DEJ | HWA | INC | GIM | SUW | GWA |
| ----------------------------- | --- | --- | --- | --- | --- | --- | --- |
| GS Caltex Seoul KIXX          |     | 0–3 | 1–3 | 0–3 | 0–3 | 2–3 | 3–1 |
| Daejeon KGC                   | 1–3 |     | 0–3 | 0–3 | 1–3 | 2–3 | 3–1 |
| Hwaseong IBK Altos            | 0–3 | 2–3 |     | 1–3 | 1–3 | 1–3 | 3–1 |
| Incheon Heungkuk Pink Spiders | 2–3 | 3–0 | 3–0 |     | 3–2 | 0–3 | 3–0 |
| Gimcheon Hi-pass              | 3–2 | 3–2 | 1–3 | 1–3 |     | 2–3 | 3–0 |
| Suwon Hyundai Hillstate       | 3–0 | 3–2 | 3–0 | 3–1 | 3–0 |     | 3–0 |
| Gwangju AI Peppers            | 1–3 | 2–3 | 1–3 | 1–3 | 1–3 | 1–3 |     |

#### Tredje och fjärde rundan
| Hemma \ Borta                 | SEL | DEJ | HWA | INC  | GIM | SUW | GWA  |
| ----------------------------- | --- | --- | --- | ---- | --- | --- | ---- |
| GS Caltex Seoul KIXX          |     | 3–2 | 3–0 | 2–3* | 1–3 | 3–2 | 1–3* |
| Daejeon KGC                   | 3–1 |     | 3–0 | 1–3  | 2–3 | 3–2 | 3–1  |
| Hwaseong IBK Altos            | 3–2 | 1–3 |     | 1–3  | 3–0 | 0–3 | 3–0  |
| Incheon Heungkuk Pink Spiders | 3–2 | 1–3 | 3–0 |      | 3–2 | 2–3 | 3–1  |
| Gimcheon Hi-pass              | 1–3 | 3–1 | 3–2 | 0–3  |     | 3–1 | 1–3  |
| Suwon Hyundai Hillstate       | 3–1 | 3–1 | 3–0 | 1–3  | 3–1 |     | 3–0  |
| Gwangju AI Peppers            | 0–3 | 0–3 | 1–3 | 1–3  | 0–3 | 0–3 |      |

* matchen spelades på bortalagets hemmaplan

#### Femte och sjätte rundan
| Hemma \ Borta                 | SEL  | DEJ | HWA | INC | GIM | SUW | GWA |
| ----------------------------- | ---- | --- | --- | --- | --- | --- | --- |
| GS Caltex Seoul KIXX          |      | 1–3 | 2–3 | 1–3 | 0–3 | 0–3 | 3–0 |
| Daejeon KGC                   | 0–3  |     | 3–2 | 0–3 | 0–3 | 3–2 | 3–1 |
| Hwaseong IBK Altos            | 3–1  | 0–3 |     | 0–3 | 3–1 | 3–0 | 2–3 |
| Incheon Heungkuk Pink Spiders | 2–3* | 3–0 | 1–3 |     | 3–0 | 3–1 | 3–0 |
| Gimcheon Hi-pass              | 1–3  | 2–3 | 3–1 | 3–1 |     | 3–2 | 2–3 |
| Suwon Hyundai Hillstate       | 3–0  | 1–3 | 3–2 | 0–3 | 1–3 |     | 3–2 |
| Gwangju AI Peppers            | 0–3* | 1–3 | 1–3 | 1–3 | 0–3 | 3–2 |     |

* matchen spelades på bortalagets hemmaplan

## Slutspelet
|  | Semifinal | Semifinal               | Semifinal |                  |   | Final                         | Final | Final |  |
|  |           |                         |           |                  |   |                               |       |       |  |
|  | 2         | Suwon Hyundai Hillstate | 1         |                  |   |                               |       |       |  |
|  | 2         | Suwon Hyundai Hillstate | 1         |                  |   |                               |       |       |  |
|  | 3         | Gimcheon Hi-pass        | 3         |                  |   |                               |       |       |  |
|  | 3         | Gimcheon Hi-pass        | 3         |                  | 1 | Incheon Heungkuk Pink Spiders | 3     |       |  |
|  |           |                         |           |                  | 1 | Incheon Heungkuk Pink Spiders | 3     |       |  |
|  |           |                         | 3         | Gimcheon Hi-pass | 1 |                               |       |       |  |

## Publik[3]
| Pos | Lag                                | Totalt  | Högsta | Lägsta | Snitt | Förändring |
| --- | ---------------------------------- | ------- | ------ | ------ | ----- | ---------- |
| 1   | Incheon Heungkuk Life Pink Spiders | 81 708  | 6 110  | 2 822  | 4 539 | 1 331      |
| 2   | GS Caltex Seoul KIXX               | 48 897  | 3 331  | 1 517  | 2 717 | 1 421      |
| 3   | Suwon Hyundai Hillstate            | 42 517  | 3 791  | 996    | 2 342 | 1 330      |
| 4   | Gyeongbuk Gimcheon Hi-pass         | 40 727  | 4 375  | 982    | 2 263 | 1 363      |
| 5   | Daejeon KGC                        | 34 973  | 3 374  | 859    | 1 943 | 1 228      |
| 6   | Hwaseong IBK Altos                 | 33 111  | 3 709  | 1 013  | 1 840 | 1 394      |
| 7   | Gwangju AI Peppers                 | 32 613  | 3 000  | 786    | 1 812 | 1 313      |
|     | Totalt                             | 314 816 | 6 110  | 786    | 2 494 | 1 340      |

## Främsta poängvinnare[5]
| Pos. | Spelare               | Klubb                         | P    |
| ---- | --------------------- | ----------------------------- | ---- |
| 1    | Elizabet Inneh        | Daejeon KGC                   | 1015 |
| 2    | Laetitia Moma Bassoko | GS Caltex Seoul KIXX          | 879  |
| 3    | Jelena Mladjenović    | Incheon Heungkuk Pink Spiders | 821  |
| 4    | Nia Reed              | Gwangju AI Peppers            | 717  |
| 5    | Kim Yeon-koung        | Incheon Heungkuk Pink Spiders | 669  |
| 6    | Daly Santana          | Hwaseong IBK Altos            | 606  |
| 7    | Pyo Seung-ju          | Hwaseong IBK Altos            | 529  |
| 8    | Park Jeong-ah         | Gimcheon Hi-pass              | 526  |
| 9    | Yang Hyo-jin          | Suwon Hyundai Hillstate       | 523  |
| 10   | Lee So-young          | Daejeon KGC                   | 457  |

## Främsta spelare varje runda
| Runda | Spelare               | Klubb                         |
| ----- | --------------------- | ----------------------------- |
| 1     | Kim Yeon-koung        | Incheon Heungkuk Pink Spiders |
| 2     | Yaasmeen Bedart-Ghani | Suwon Hyundai Hillstate       |
| 3     | Kim Yeon-koung        | Incheon Heungkuk Pink Spiders |
| 4     | Jelena Mladjenović    | Incheon Heungkuk Pink Spiders |
| 5     | Kim Yeon-koung        | Incheon Heungkuk Pink Spiders |
| 6     | Kim Yeon-koung        | Incheon Heungkuk Pink Spiders |

## Slutplaceringar
| Pos. | Lag                                           |
| ---- | --------------------------------------------- |
| 1    | Gimcheon Korea Expressway Corporation Hi-Pass |
| 2    | Incheon Heungkuk Pink Spiders                 |
| 3    | Suwon Hyundai Hillstate                       |
| 4    | Daejeon KGC                                   |
| 5    | GS Caltex Seoul KIXX                          |
| 6    | Hwaseong IBK Altos                            |
| 7    | Gwangju AI Peppers                            |